# Komitat Torda-Aranyos
Komitat Torda-Aranyos (węg. Torda-Aranyos vármegye, rum. Comitatul Turda-Arieș) – komitat Królestwa Węgier, leżący na terenie Siedmiogrodu. W 1910 roku liczył 174 375 mieszkańców, a jego powierzchnia wynosiła 3514 km². Jego stolicą była Torda.
Graniczył z komitatami Kis-Küküllő, Alsó-Fehér, Arad, Maros-Torda, Kolozs i Bihar.